# بيل ميتشيل (لاعب هوكي الجليد)
بيل ميتشيل هو لاعب هوكي الجليد كندي، ولد في 22 فبراير 1930 في Port Dalhousie ‏ في كندا، وتوفي في 1 أبريل 2014 في توليدو في الولايات المتحدة بسبب قصور كلوي.

## وصلات خارجية
- بيل ميتشيل على موقع دوري الهوكي الوطني (الإنجليزية)
- بيل ميتشيل على موقع قاعة مشاهير الهوكي (لاعب أن.إتش.أل) (الإنجليزية)
- بيل ميتشيل على موقع EliteProspects.com (الإنجليزية)
- بيل ميتشيل على موقع HockeyDB.com (الإنجليزية)
- بيل ميتشيل على موقع Hockey-Reference.com (الإنجليزية)